# XXIX Festival Internacional de Cinema Fantàstic de Sitges
El XXIX Festival Internacional de Cinema Fantàstic de Sitges va tenir lloc a Sitges entre el 4 i el 12 d'octubre de 1996 sota la direcció d'Àlex Gorina amb la finalitat de promocionar el cinema fantàstic i el cinema de terror. En aquesta edició es va concedir per primer cop el premi Méliès d'or, per premiar la millor pel·lícula fantàstica europea.
En aquesta edició es van fer retrospectives dedicades a "Spanish Fantasy Pictures Show" (que repassa pel·lícules espanyoles de cinema fantàstic del 1929 al 1980) a Segundo de Chomón, Faust (F.W. Murnau) i Fant-Asia.
El certamen fou inaugurat amb la projecció de Dragonheart. Entre les estrelles que van visitar el festival s'hi trobava Quentin Tarantino, premiat i assidu del certamen, que presentava la seva producció Tu assassina que nosaltres netejarem la sang. En la presentació de les sèries de TV3 Cròniques de la veritat oculta i Nova ficció el conseller de cultura Joan Maria Pujals i Vallvé va fer unes declaracions contra la política de subvencions al cinema en català que es feia en aquells moments.

## Pel·lícules projectades

### Secció competitiva
- El dentista de Brian Yuzna
- Dragonheart de Rob Cohen /
- Fotos d'Elio Quiroga
- The Frighteners de Peter Jackson
- Gabbeh de Mohsen Makhmalbaf
- Koukado Kidoutai (Ghost in the Shell) de Mamoru Oshii
- Matilda de Danny DeVito
- The Pillow Book de Peter Greenaway
- El corredor de la mort de Tim Metcalfe
- La lengua asesina d'Alberto Sciamma
- Només es viu una vegada de Jim Wilson
- Sólo se muere dos veces d'Esteban Ibarretxe
- Han arribat de David Twohy
- Chamane de Bartabas /
- Tu assassina que nosaltres netejarem la sang de Reb Braddock
- Transport espacial de Stuart Gordon / /
- Lo zio di Brooklyn de Ciprì e Maresco

### Première
- Dead Man de Jim Jarmusch
- Duoluo Tianshi de Wong Kar-Wai
- El funeral d'Abel Ferrara
- Tornar a viure de Nick Cassavetes
- Les afinitats electives de Paolo i Vittorio Taviani
- Chain Reaction d'Andrew Davis
- Silenzio... si nasce de Giovanni Veronesi
- Una última copa de Steve Buscemi
- Kids Return de Takeshi Kitano
- L'agent secret de Christopher Hampton

### Seven chances
- Ermo de Zhou Xiaowen[9]
- Sex and Zen II de Chin Man Kei
- Madame Butterfly de Frédéric Mitterrand
- Maborosi de Hirokazu Koreeda

### Informativa
- Tromeo and Juliet de Lloyd Kaufman
- El domini dels sentits, col·lectiva.

### Anima’t
- Memories de Koji Morimoto, Tensai Okamura i Katsuhiro Otomo

### Spanish Fantasy Pictures Show
- La marca del hombre lobo (1968) d'Enrique López Eguiluz
- Tras el cristal (1987) d'Agustí Villaronga
- Maravillas (1981) de Manuel Gutiérrez Aragón
- Ceremonia sangrienta (1973) de Jordi Grau i Solà

## Jurat
El jurat internacional va estar format per Jörg Buttgereit, Jonathan Coe, Antonio Chavarrías, Marta Esteban, Leonardo García Tsao, Ken Russell i Ana Torrent. El jurat "Anima't" el formaren Fernando de Felipe, John Dilworth i Pau Llorens Serrano, i el del premi Méliès el formaren Manuel Romo, Mirito Torreiro i Sara Torres.

## Premis
Els premis d'aquesta edició foren:
| Categoria                               | Premiat                 | Treball                 |
| --------------------------------------- | ----------------------- | ----------------------- |
| Premi al millor director                | Mohsen Makhmalbaf       | Gabbeh                  |
| Premi a la millor pel·lícula            | The Pillow Book         | Peter Greenaway         |
| Premi al millor Curtmetratge            | Paul Vester             | Abductees               |
| Premi a la millor actriu                | Melinda Clarke          | La lengua asesina       |
| Premi al millor actor                   | James Woods             | El corredor de la mort  |
| Premi al millor guió                    | Elio Quiroga            | Fotos                   |
| Premi a la millor fotografia            | Sacha Vierny            | The Pillow Book         |
| Premi al millor banda sonora            | Christopher Young       | Només es viu una vegada |
| Premi als millors efectes especials     | Richard Taylor          | The Frighteners         |
| Premi Especial del Jurat                | Fotos                   | Elio Quiroga            |
| Premi de la Crítica José Luis Guarner   | Gabbeh                  | Mohsen Makhmalbaf       |
| Premi al millor curtmetratge d'animació | Bird in a Window        | Ígor Kovaliov           |
| Premi al millor curtmetratge d'animació | Quest                   | Tyron Montgomery        |
| Premi Honorífic Màquina del Temps       | Quentin Tarantino       |                         |
| Premi Méliès d'argent                   | Sólo se muere dos veces | Esteban Ibarretxe       |